# Torre Futura
Torre Futura (spanisch für Zukünftiger Turm) ist ein Hochhaus in der Gesamtanlage des World Trade Center San Salvador in San Salvador, El Salvador. Es ist das höchste Gebäude in der Gesamtanlage des World Trade Centers.

## Beschreibung
Der Torre Futura verfügt über 25 Stockwerke und hat eine Höhe von 99 Meter und ist das zweithöchste Gebäude in El Salvador.
Das Hochhaus wurde von der Grupo Agrisal gebaut, Architekt und Bauleiter war Manuel Roberto Meléndez Bischitz. Der Design-Entwurf stammt von KMD Architects. Baubeginn war im November 2007. Ein besonderes Merkmal ist die rund 13.000 m² umfassende Glasfassade die den Eintrag von Sonnenwärme und UV-Licht begrenzt. Das Bürohochhaus wurde am 1. Dezember 2009 eröffnet.